# 藤村多加夫
藤村 多加夫（ふじむら たかお、1925年（大正14年）11月10日 - 2011年（平成23年）1月13日）は、日本の俳人。本名、菅野 謙三（かんの けんぞう）。出生時の名は英輔。"謙三"は停(父)の後の名で、後に藤村が襲名した。
福島県俳壇で県北地域行事の指導に当たった。

## 概要
父・停（さだむ）、母・セツの長男として福島県福島市に生まれる。実家の茶業に携わる傍ら、加藤楸邨に師事し俳句を学ぶ。現代俳句協会選者。また福島県俳句作家懇話会会長、福島県現代俳句協会会長、福島県現代俳句協会顧問、福島県俳句作家懇話会顧問を務めた。
1951年（昭和26年）、金子兜太が藤村の持家に住み、兜太は「波郷と楸邨」を「俳句研究」に書いた。大学卒業後、日本銀行に勤務しながら句作に励んだ。1959年に福島県現代俳句連盟、1974年に福島県俳句作家懇話会（現県俳句連盟）を設立。どちらも会長を務め、俳句教室でも指導するなどして福島県俳壇の結束と発展、普及に貢献した。その傍ら家業を継ぎ、また調停員として福島県簡易裁判所、福島県家庭裁判所を歴任した。
2011年1月13日、気管支ぜんそくによる呼吸困難により死去。本人の希望により福島県立医科大学へ献体され、葬儀のかわりに親族によりお別れ会が催された。
2012年9月、遺族の元へ遺骨が返還され、福島市内の信夫山墓地へ埋葬された。
福島民報出版文化賞選者のひとり。

## 経歴
紫綬褒章受章、藍綬褒章受章、福島県文化功労者。永年家庭裁判所調停員。俳人／俳句界のグループの垣根を越えた新しい交流を行った功績を認められ、2001年、第19回NHK東北ふるさと賞受賞。
歳時記の郷・奥会津俳句大賞の選者。
松尾芭蕉が「奥の細道」で飯坂を訪れて約300年。文化遺産を現代に表すことを目的とし、2000年（平成12年）の元日から6月末日までの期間、飯坂温泉旅館協同組合主催で「第8回特別企画　あなたがつくる　飯坂のうた」を開催、波汐國芳・佐藤良子らとともに、選者として参加。10月にはパルセいいざかに記念碑が建立された。
伊佐須美神社俳句大会では今井杏太郎・黒田杏子・榎本好宏と共に選者。
福島県文化センター月報「文化福島」昭和50年1月号No.37、平成4年3月号No.243に寄稿。
川内村、会津美里町伊佐須美神社等に句碑が建立されている。

## 参加同人
- 「寒雷」 - 加藤楸邨1940年創刊、2018年廃刊。
- 「杉」

## 出版
- 『冬木』
- 『切株は雨綴りをり』
- 『門前小僧』

ほか

## 俳句
以下は全て藤村多加夫本人の了承を得て記載されている本人の詠んだ俳句である。
- 降る雪や踵の上の五十年
- 石榴割って医師と言うこのやさおとこ
- 年立ちぬ無明にて刻聴きをれば
- 病一つ殖やしいよいよ天高し
- 水輪へ急ぐ雪や晩年の母見えて
- 吾が声のあなた雪降る猫の胴
- 秋風や人は大地に脚を置く
- 一つ年越せり悲しき吐息せり
- 楸邨門たる栄光餅が焦げており
- 巣燕や寂光院前階（はし）まろし

## 受賞歴
以下は本人の名刺記載順に列挙する。
- 最高裁判所長官賞
- 仙台高裁長官賞
- 福島地裁所長賞
- 福島家裁所長賞
- 福島簡易裁判所長賞
- 勲五等瑞宝章
- 藍綬褒章
- 日本銀行総裁賞
- 福島県文化功労章
- NHK放送文化賞
- 福島県出版文化賞審査員